# Ethyltrifluoracetoacetat
Ethyltrifluoracetoacetat ist eine chemische Verbindung, welche zu den Ethylestern der Acetessigsäure gehört.

## Gewinnung und Darstellung
Ethyltrifluoracetoacetat kann (wie auch andere 4,4,4-Trihaloacetoacetate) dargestellt werden, in dem in Gegenwart von starken Lewis-Säuren (wie Bortrifluorid) das entsprechende substituierte Säurechlorid zu Ethenon gegeben wird, wobei sich das Acetoacetylchlorid bildet, das dann mit einem Alkohol zu Ethyltrifluoracetoacetat umgesetzt wird.
Es kann auch durch Claisen-Kondensation zwischen Ethyltrifluoracetat und Ethylacetat gewonnen werden.

## Verwendung
Ethyltrifluoracetoacetat wird als Zwischenprodukt zur Herstellung heterocyclischer chemischer Verbindungen (zum Beispiel Dithiopyr und Mefloquin) verwendet. Es wird auch zur Herstellung von Trifluormethylketonen durch Carroll-Umlagerung eingesetzt. Mit einigen Seltenerdverbindungen bildet es Komplexe.